# Herrania kofanorum
Herrania kofanorum är en malvaväxtart som beskrevs av Richard Evans Schultes. Herrania kofanorum ingår i släktet Herrania och familjen malvaväxter. Inga underarter finns listade i Catalogue of Life.